# Stefano Zanatta
Stefano Zanatta (né le 28 janvier 1964 à Trévise, en Vénétie) est un coureur cycliste et directeur sportif italien. Coureur professionnel de 1986 à 1995, il passe directeur sportif au sein de l'équipe Cannondale, nommée auparavant Liquigas, de 2005 à 2014. 

## Biographie
Stefano Zanatta devient professionnel en 1986 et le reste jusqu'en 1995. Il remporte une victoire professionnelle au cours de sa carrière.
Après avoir quitté le peloton en tant que coureur, Stefano Zanatta revient en tant que directeur sportif dans l'encadrement d'Aki en 1997, Vini Caldirola en 1998, Fassa Bortolo de 2002 à 2004, puis de l'équipe Liquigas-Bianchi depuis 2005.

## Palmarès
- 1984
  - 2e de la Medaglia d'Oro Fiera del Bisio
- 1985
  - Astico-Brenta
- 1992
  - 2eb étape du Tour d'Espagne (contre-la-montre par équipes)
- 1993
  - 10e étape du Tour du Mexique
- 1994
  - 2e de la Clásica de Sabiñánigo
- 1995
  - 2e du Giro dei Sei Comuni
  - 2e du Grand Prix Mendrisio

## Résultats sur les grands tours

### Tour de France
4 participations
- 1988 : 142e
- 1989 : abandon (6e étape)
- 1991 : 141e
- 1993 : 104e

### Tour d'Italie
9 participations
- 1986 : 139e
- 1987 : 112e
- 1989 : 112e
- 1990 : 152e
- 1991 : 132e
- 1992 : 114e
- 1993 : 126e
- 1994 : abandon (12e étape)
- 1995 : 104e

### Tour d'Espagne
1 participation
- 1992 : 122e, vainqueur de la 2eb étape (contre-la-montre par équipes)